# Franciszek Salezy Potocki
Franciszek Salezy Potocki armoiries Pilawa, né en 1700 à Krystynopol, mort en 1772 à Krystynopol, staroste de Belz, Hrubieszów, Ropczyce, Sokal, Jabłonów et Opalin , maréchal du tribunal de la Couronne (1726), maître-d'hôtel de la Couronne (1736), voïvode de Volhynie (1755) et de Kiev (1756).

## Biographie
Franciszek Salezy Potocki est le fils de Józef Felicjan Potocki (pl), grand garde de la Couronne et de Teofila Teresa Cetner.
Celui qu'on surnomme królik Rusi (petit roi de Ruthénie) possède un immense domaine sur le cours du Dniepr (Ukraina Naddnieprzańska) qui comprend soixante-dix villes, parmi lesquelles Ouman et Tulczyn, et des centaines de villages. Les 200 000 zł que lui rapportent chaque année ce domaine font de lui le plus puissant magnat de son époque.
Comme toute sa famille, Potocki soutient l'élection de Stanislas Leszczynski, en 1733. En 1734, il est membre de la Confédération de Dzików (en), favorable à des réformes politiques et qui combat la Saxe et la Russie pour l'indépendance politique de la République de Pologne Lituanie. Après la défaire de la coalition en 1736, il s'exile quelque temps, puis se réconcilie avec Auguste III.
Au cours de l'interrègne suivant, en alliance avec le Parti des hetmans (en) et La Familia, il s'oppose à l'élection de Stanislaw Auguste Poniatowski. Le 7 mai 1764, il signe un manifeste déclarant que le Sejm de convocation pour l'élection royale, tenu en présence des troupes russes est illégal. En 1767, il est l'un des principaux dirigeants de la Confédération de Radom, mais renonce finalement à la lutte ouverte contre le nouveau roi. Le 23 octobre 1767 il participe à la diète de Repnine pour réformer la constitution de la République.
En 1768, pendant la (Koliyivshchyna (en)), dirigée par Maksym Zalizniak et Ivan Gonta, 33 000 Polonais et Juifs sont assassinés lors du massacre d'Ouman. 10 villes et 130 de ses villages sont détruits par les Haïdamaks.

## Mariage et descendance
Il épouse Zofia Rzeczycka qui lui donne pour enfant: 
- Ludwik

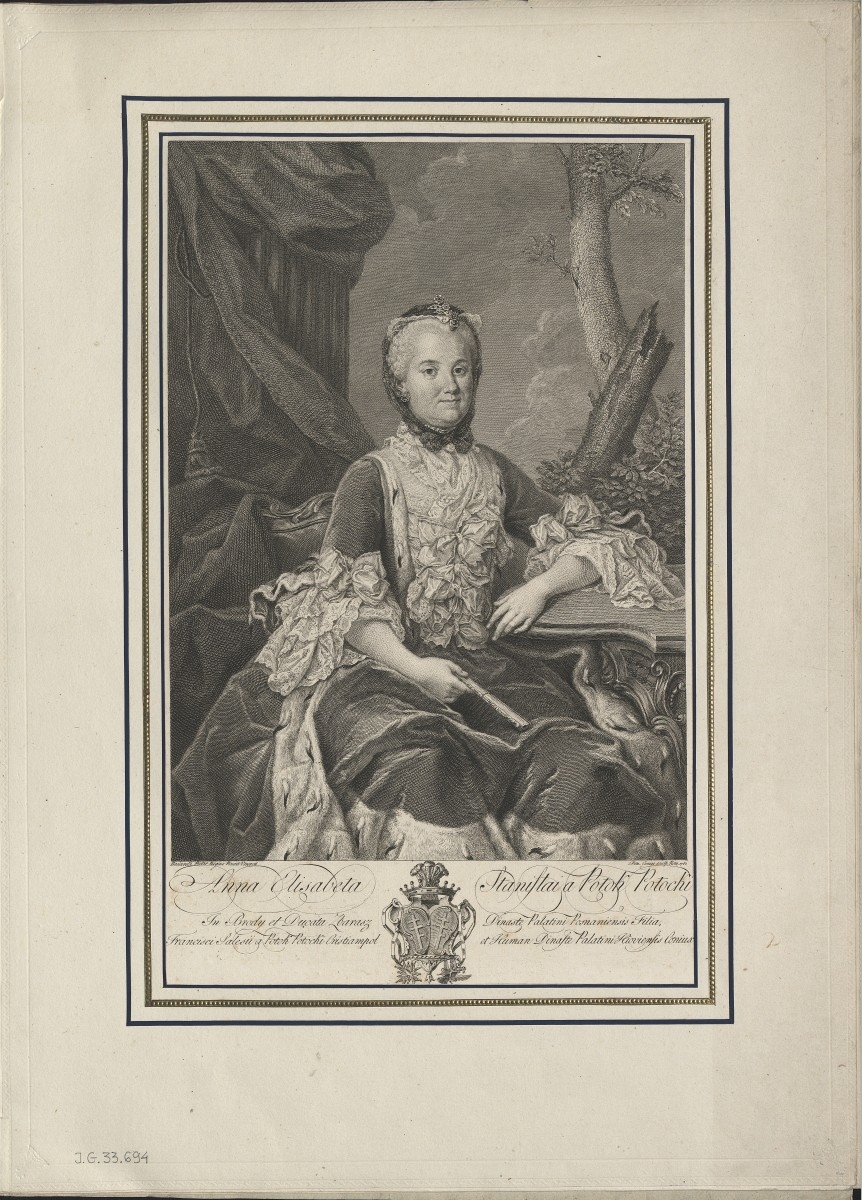
Comtesse Anna Potocka

Il épouse ensuite sa cousine, Anna Elżbieta Potocka qui lui donne pour enfants:
- Adelajda Antonina, épouse de Franciszek Ksawery Lubomirski
- Pelagia Teresa
- Ludwika Pelagia
- Marianna Klementyna
- Stanisław Szczęsny (1753-1805)

## Sources
- Notices d'autorité :   - VIAF
  - ISNI
  - GND
  - Pologne
  - NUKAT

- (en) Cet article est partiellement ou en totalité issu de l’article de Wikipédia en anglais intitulé « Franciszek Salezy » (voir la liste des auteurs).

- (pl) Cet article est partiellement ou en totalité issu de l’article de Wikipédia en polonais intitulé « Franciszek Salezy Potocki (1700-1772) » (voir la liste des auteurs).